# گورستان لیار چاله امام
گورستان لیار چاله امام مربوط به عصر آهن است و در شهرستان املش، بخش رانکوه، روستای امام واقع شده و این اثر در تاریخ ۲ آبان ۱۳۸۲ با شمارهٔ ثبت ۱۰۶۷۶ به‌عنوان یکی از آثار ملی ایران به ثبت رسیده است.